# Michail Wladimirowitsch Wiktorow

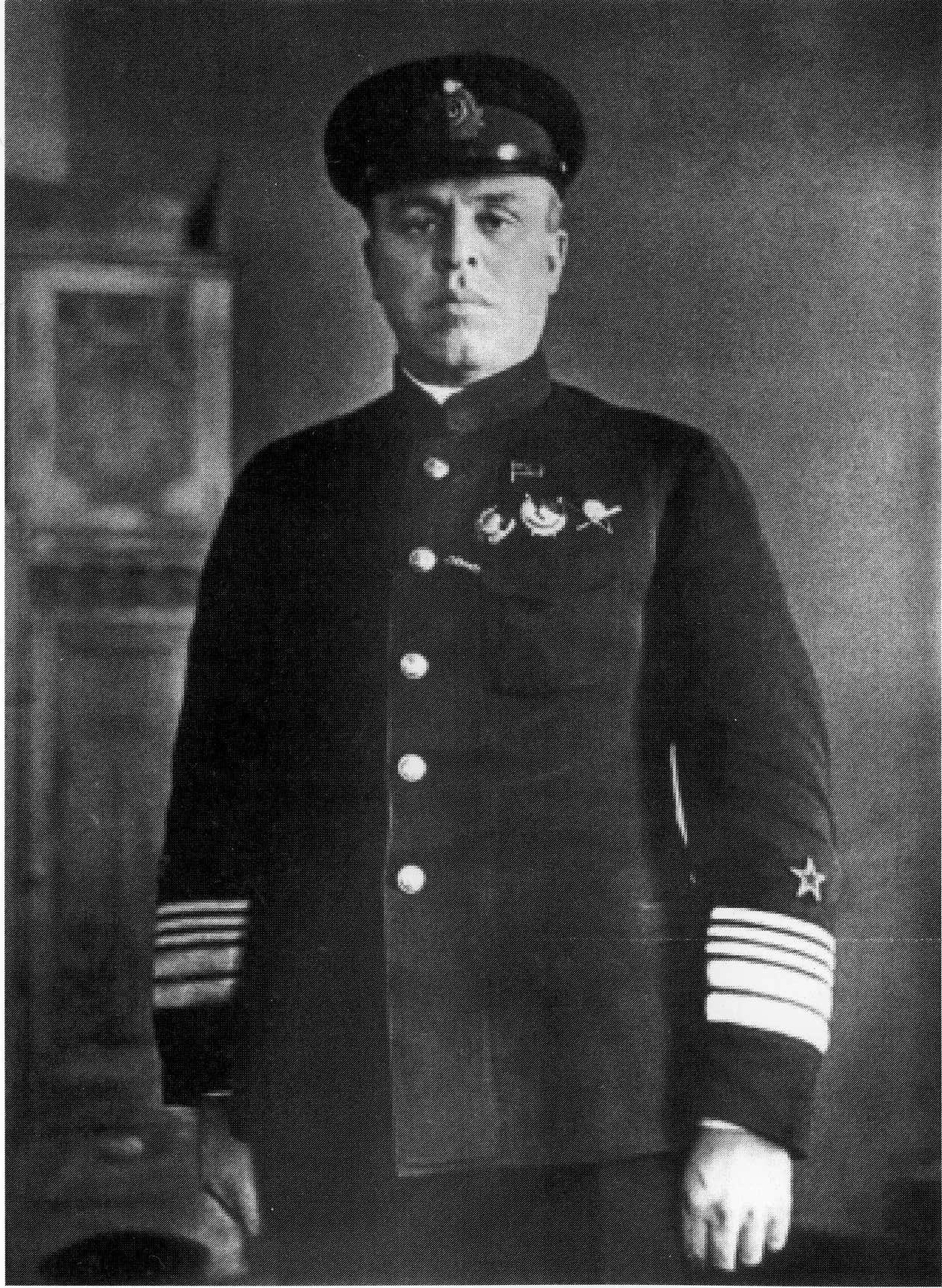
M. W. Wiktorow, um 1937

Michail Wladimirowitsch Wiktorow (russisch Михаил Владимирович Викторов; * 21. Januarjul. / 2. Februar 1892greg. in Jaroslawl; † 1. August 1938) war ein sowjetischer Militär und Kommandeur der Baltischen, der Schwarzmeer- und der Pazifikflotte, sowie Oberkommandierender der sowjetischen Seekriegsflotte. Er leistete einen entscheidenden Beitrag zur institutionellen Stärkung der Teilflotten und hatte zuletzt den Dienstgrad eines Flaggmanns 1. Ranges, der einem Vizeadmiral in anderen Flotten entsprach.

## Leben
Wiktorow wurde als zweites von fünf Kindern des Leutnants der kaiserlichen Armee Wladimir Kallinowitsch Wiktorow und seiner Frau Sinaida Nikolajewna Wiktorowa geboren. 1903 begann er eine Ausbildung an der Jaroslawler Kadettenschule, die er im Mai 1910 absolvierte. Es folgte der Besuch einer Marineschule, die er im Oktober 1913 im Rang eines Mitschmans abschloss. Seine Dienstlaufbahn begann bei der 1. Minendivision der Baltischen Flotte auf dem Zerstörer Krepkij, der in Liepāja stationiert war. Im März 1914 wurde er Wachoffizier auf dem Panzerschiff Rossija für die Dauer der Überführung des Schiffes ins Mittelmeer. Im Juli 1914 folgte eine Verwendung als Kompaniekommandeur sowie als Chef der Wachoffiziere auf dem Zerstörer Moschtschnyj. Er diente auf diesem Schiff während des Ersten Weltkrieges bis 1917. 1915 absolvierte er Offizierslehrgänge für Minen und im Mai 1917 für Navigation. Aufgrund guter Examensresultate wurde er auf dem Linienschiff Graschdanin als Minenoffizier 2. Ranges sowie Zweiter Navigationsoffizier und einen Monat später als Erster Navigationsoffizier eingesetzt. In dieser Position nahm er an der Schlacht im Moon-Sund (17. Oktober 1917) teil. Wiktorow stellte sich nach der Oktoberrevolution auf die Seite der Bolschewiki. In den ersten Jahren der Sowjetmacht diente er als Erster Offizier und zeitweiliger Kommandant auf dem Kreuzer Oleg und nahm an dem Eismarsch der Baltischen Flotte im Frühjahr 1918 teil. Am 18. Juni 1919 wurde der Kreuzer Oleg von einem britischen Torpedoboot attackiert und versenkt. Wiktorow wurde daraufhin Kommandant des Zerstörers Wsadnik. Von August 1920 bis März 1921 kommandierte er die Linienschiffe Andrei Perwoswanny und Gangut. Er nahm an der Niederschlagung des gegen die Sowjetregierung gerichteten Kronstädter Matrosenaufstands teil und wurde im Zuge dessen Marinechef Kronstadts. Im Mai 1921 wurde Wiktorow zum Kommandeur der Baltischen Flotte ernannt.
1924 absolvierte er Aufbaustudiengänge an der Seekriegsakademie und übernahm im Juni desselben Jahres den Kommandeursposten der Schwarzmeerflotte. Von Dezember 1924 bis April 1926 war er Chef des Hydrographischen Dienstes der Sowjetischen Marine. Anschließend führte er erneut die Baltische Flotte. 1932 wurde er Mitglied der WKP (B). Ab März 1932 wurde er als Kommandeur der Seestreitkräfte des Fernen Ostens und ab 1935 als Kommandeur der aus ihr hervorgegangenen Pazifikflotte eingesetzt. Am 15. August 1937, nach der Verhaftung W. M. Orlows, übernahm er dessen Posten des Oberkommandierenden der sowjetischen Seekriegsflotte. Im selben Jahr wurde er zum Abgeordneten des Obersten Sowjets der UdSSR gewählt.
Wiktorow wurde Opfer der Großen Säuberung. Auf Befehl Nr. 94 des Marine-Volkskommissariats wurde er am 27. März 1938 von der Führung der Sowjetischen Marine entbunden. 1937 bedrängte ihn der Volkskommissar für Verteidigung K. J. Woroschilow, sich zu Verschwörungsanschuldigungen zu bekennen und versprach Vergebung. Als Wiktorow sich weigerte, erfolgte am 22. April 1938 seine Verhaftung. Am 5. Mai wurde er vom Dienst suspendiert und aus der Roten Flotte entlassen. Im Zuge der Untersuchungen bekannte er sich, 1933 Mitglied einer konspirativen Organisation Gamarniks gewesen zu sein. Das Militärkollegium des Obersten Gerichts sprach ihn am 1. August 1938 schuldig, einer konterrevolutionären Organisation angehört und beabsichtigt zu haben, die Flotte während des Krieges in einen kampfunfähigen Zustand zu versetzen. Es verurteilte ihn mit sofortiger Wirkung zum Tod durch Erschießen.
Am 14. März 1956 wurde Wiktorow vom Obersten Gericht der UdSSR posthum rehabilitiert.

## Auszeichnungen
- Sankt-Stanislaus-Orden 3. Klasse (November 1915)
- Russischer Orden der Heiligen Anna 3. Klasse (Juli 1916)
- Leninorden
- Rotbannerorden (1928)
- Orden des Roten Sterns